# Gymnopleurus parvus
Gymnopleurus parvus là một loài bọ cánh cứng trong họ Bọ hung (Scarabaeidae).